# Kato Precision Railroad Models
Kato Precision Railroad Models (関水金属株式会社 Sekisui Kinzoku Kabushikigaisha) je japonský výrobce železničních modelů v měřítku N a HO. Společnost byla založena v roce 1957 v Tokiu. Vyrábí modely japonských vozidel pro japonský trh, severoamerické prototypy pro severoamerický trh a evropské vysokorychlostní vlaky pro evropský trh. Výrobu a distribuci modelů pro severoamerický trh zajišťuje americká dceřiná společnost Kato USA, sídlící v Schaumburgu v Illinois, která byla založena v roce 1986.